# Cementerio judío de Währing
El Cementerio judío de Währing (en alemán: Jüdischer Friedhof Währing) inaugurado en 1784, fue el principal sitio de sepultura para los miembros de la Israelitische Kultusgemeinde Wien. Además del cementerio de St. Marx es el último cementerio restante de Viena en el estilo Biedermeier. Tras su cierre en 1880, fue destruido parcialmente durante la época del Tercer Reich, y ahora es sólo parcialmente accesible debido a su estado de deterioro. Un debate de larga data sobre la restauración del cementerio ha tenido lugar desde 2006 entre los políticos de los niveles federal y local, así como por expertos.